# Natural
《Natural》是美國組合謎幻樂團的歌曲，由組合成員、賈斯汀·特蘭特和製作人馬特曼和羅賓共同創作，由Kidinakorner和新視鏡唱片釋出于2018年7月17日，作爲組合的第四張錄音室專輯《原點》的首發主打單曲，以及2018年《ESPN大學美式足球》的賽季頌歌，是組合的第十五首奪冠美國Hot Rock Songs榜的歌曲，音樂錄像帶于2018年8月24日播出。

## 背景
主唱丹·雷诺兹指出《Natural》是關於“做自己，接受並且能夠經得起任何逆境”，在歌曲釋出的新聞稿中説道：“生活在弱肉强食的世界中會遇到最糟糕的事情，有時甚是最好的。當我告訴你我在我最後的十年光陰中沒有對一些事兒疑心是假的。然而，當你真正學會愛惜自己的時候，偏見之眼和仇恨之言就變得毫無意義。”
歌曲被ESPN選作2018年大學美式足球賽季的頌歌。是自2015年的《Roots》之後，組合的歌曲第二次被采用。ESPN體育營銷副總裁埃梅卡·奧弗迪爾說：“《Natural》體現了每隻球隊進入大学美式足球季后赛的能量、精神和出乎意料。這就是爲什麽歌曲被選入今年的頌歌，”，同樣選作EA Sports推出的遊戲《勁爆冰上曲棍球 19》的原聲帶。

## 創作
《Natural》以“爆炸的鼓點和鼓舞人心的歌詞相結合”為特色，副歌中有“體育場搖滾樂器”。

## 現場演出
2018年7月9日，組合在節目《吉米·坎摩尔直播秀》中首次演唱歌曲，吉他手韋恩·瑟蒙還加入了錄音室版沒有的吉他獨奏。

## 名單

### 謎幻樂隊
- 丹·雷诺兹 – 主唱，伴唱，鍵盤
- 韋恩·瑟蒙（英语：Wayne Sermon） - 原聲吉他，電吉他，伴唱
- 本·麥基（英语：Ben McKee） – 低音吉他，鍵盤，伴唱
- 丹尼爾·普拉茨曼（英语：Daniel Platzman） – 鼓，打擊樂器，伴唱

### 製作
鳴謝整理自Tidal。
- 馬特曼和羅賓 – 製作，伴奏
- 塞班·根亞 – 混音

## 排行榜
| 排行榜（2018年）                     | 最高 排名 |
| ------------------------------------ | --------- |
| 阿根廷（Argentina Hot 100）          | 96        |
| 澳大利亚（澳大利亚唱片业协会單曲榜） | 28        |
| 奥地利（Ö3四十强单曲榜）             | 9         |
| 比利时佛兰德（Ultratop五十强单曲榜） | 5         |
| 比利时瓦隆（Ultratop五十强单曲榜）   | 42        |
| 加拿大（Canadian Hot 100）           | 12        |
| 加拿大（《告示牌》Canada CHR）       | 36        |
| 加拿大（《告示牌》Canada Hot AC）    | 21        |
| 克羅地亞（HRT）                      | 27        |
| 捷克（電台百強單曲榜）               | 2         |
| 捷克（百強數位單曲榜）               | 2         |
| 愛沙尼亞（IFPI）                     | 33        |
| 法国（法國唱片出版業公會單曲榜）     | 55        |
| 16                                   |           |
| 希臘（IFPI國際數位單曲）             | 22        |
| 匈牙利（四十強單曲榜）               | 5         |
| 匈牙利（四十強串流榜）               | 3         |
| 愛爾蘭（愛爾蘭唱片音樂協會）         | 35        |
| 意大利（意大利音乐产业联盟）         | 48        |
| 荷兰（荷蘭四十強單曲榜）             | 6         |
| 荷兰（百强单曲榜）                   | 17        |
| 新西蘭（新西兰唱片音乐协会）         | 37        |
| 挪威（世界之路榜單）                 | 9         |
| 波蘭（波蘭百大電台榜）               | 4         |
| 葡萄牙（葡萄牙唱片業協會单曲榜）     | 5         |
| 羅馬尼亞（Airplay 100）              | 78        |
| 俄羅斯（Tophit）                     | 4         |
| 蘇格蘭（官方榜单公司單曲榜）         | 44        |
| 斯洛伐克（電台百強單曲榜）           | 3         |
| 斯洛伐克（百強數位單曲榜）           | 4         |
| 斯洛文尼亞（SloTop50）               | 19        |
| 韓國國際（Gaon）                     | 87        |
| 西班牙（西班牙音樂製作協會）         | 86        |
| 瑞典（瑞典最熱榜）                   | 39        |
| 瑞士（瑞士热门音乐榜）               | 3         |
| 英國（官方榜单公司單曲榜）           | 49        |
| 烏克蘭電臺（Tophit）                 | 13        |
| 美国（《告示牌》百大單曲榜）         | 13        |
| 美國（《告示牌》成人當代單曲榜）     | 28        |
| 美國（《告示牌》Adult Pop Airplay）  | 4         |
| 美國（《告示牌》Pop Airplay）        | 11        |
| 美國（《告示牌》Hot Rock Songs）     | 1         |

| 排行榜（2018年）           | 排名 |
| -------------------------- | ---- |
| 加拿大（Canadian Hot 100） | 89   |
| 美國《告示牌》Hot 100      | 69   |

## 釋出歷程
| 區域 | 日期          | 格式          | 廠牌                              | 參文   |
| ---- | ------------- | ------------- | --------------------------------- | ------ |
| 全球 | 2018年7月16日 | 數位下載 串流 | Kidinakorner  新視鏡 | [ 11 ] |
| 美國 | 2018年7月31日 | 另類電臺      | Kidinakorner  新視鏡 | [ 55 ] |
| 美國 | 2018年8月28日 | 當代流行電台  | Kidinakorner  新視鏡 | [ 56 ] |

## 外部連結
- YouTube上的音頻